# محمد سعيد يوسف
محمد سعيد يوسف هو سياسي ماليزي، ولد في 15 سبتمبر 1959. حزبياً، نشط في المنظمة الوطنية الملاوية المتحدة. وقد انتخب عضو ديوان الرعية ‏.